# مقاطعة سانت كروا (ولاية ويسكونسن)
مقاطعة سانت كروا هي مقاطعة في ويسكونسن، بلغ عدد سكانها 84٬345  نسمة، في 2010، عاصمتها هدسون، تبلغ مساحتها 1٬906 كيلومتر مربع.

## الموقع
تشترك في الحدود مع:
- مقاطعة بولك
- مقاطعة بيرس
- مقاطعة دون (ولاية ويسكونسن)
- مقاطعة بارون (ولاية ويسكونسن)
- مقاطعة واشنطن.

## التقسيمات الإدارية
- هدسون.